# متحف الآثار الأردني
متحف الآثار الأردني  هو متحف أردني بني عام 1951. يقع على قمة جبل القلعة وسط عمّان، ويضم مجاميع القطع الأثرية الواردة للمتحف من الحفريات الأثرية التي أجريت في مختلف مواقع الأردن. ولقد رتبت المجاميع ترتيبا زمنياً متسلسلاً من العصر الحجري القديم وبالتدريج حتى العصور الإسلامية. وتشمل معروضات المتحف قطعا فخارية متنوعة وزجاجية ومعدنية وتماثيل من الفخار الجبص والحجر، ونقوش وكتابات وأختام ومجموعات من الحلي الذهبية، ونقود تمثل مختلف العصور التاريخية. من أهم محتويات المتحف تماثيل عين غزال الجصية التي يعود تاريخها إلى حوالي 6000 ق.م، . يفتح المتحف أبوابه من الساعة 9-5 مساءً في الشتاء، ومن الساعة 9-7 مساءً في الصيف، عدا أيام الجمع والعطل الرسمية.

## تاريخ
تأسس المتحف عام 1951 على قمة جبل القلعة في عمان بين أنقاض القلعة في قلب المدينة. كان المتحف يضم في السابق بعض مخطوطات البحر الميت بما في ذلك اللفيفة النحاسية الوحيدة (مخطوطة البحر الميت النحاسية المكتوبة بالحروف الآرامية)، وهي معروضة اليوم في متحف الأردن الذي تم إنشاؤه حديثًا إلى جانب بعض تماثيل عين غزال.

## معرض صور

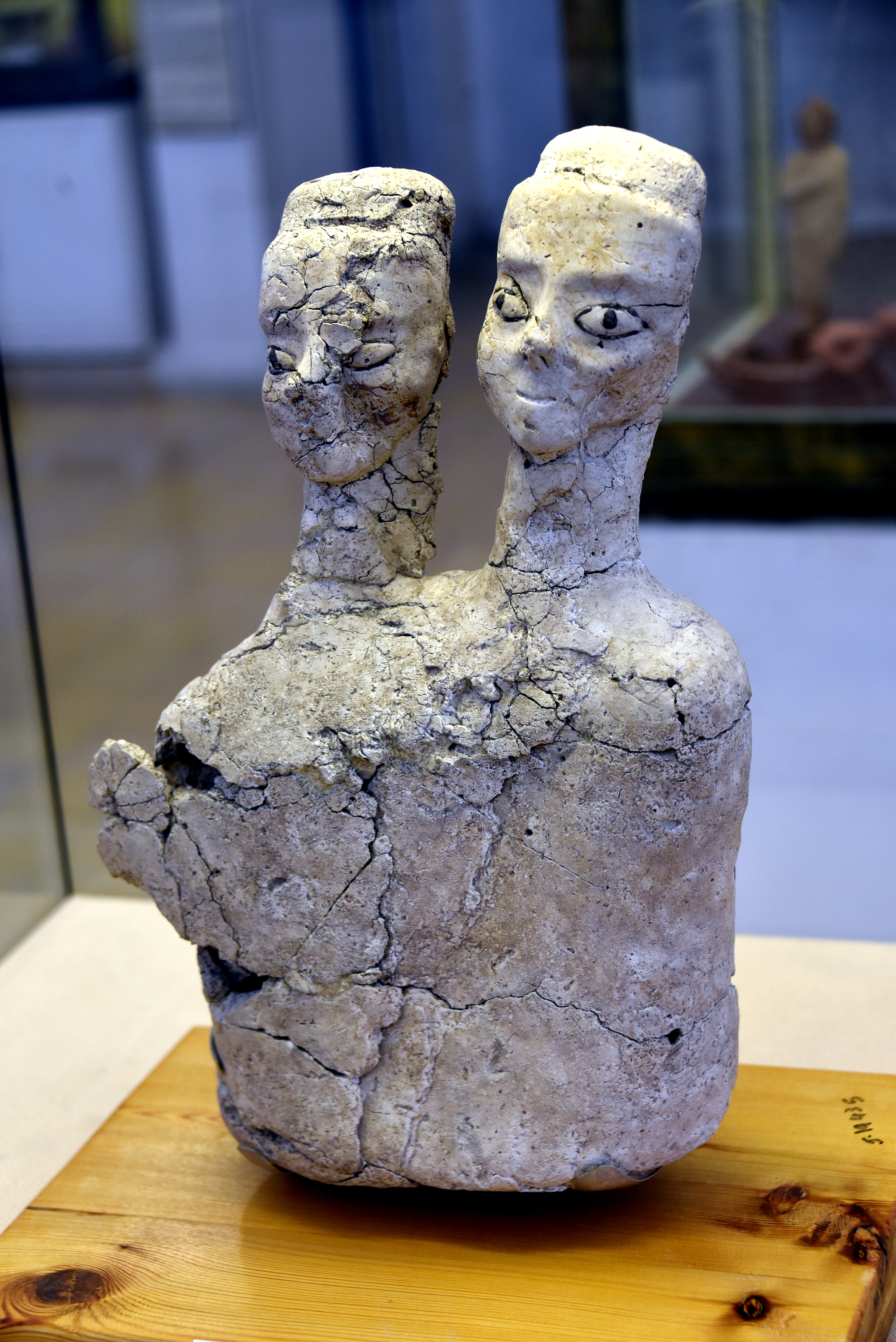
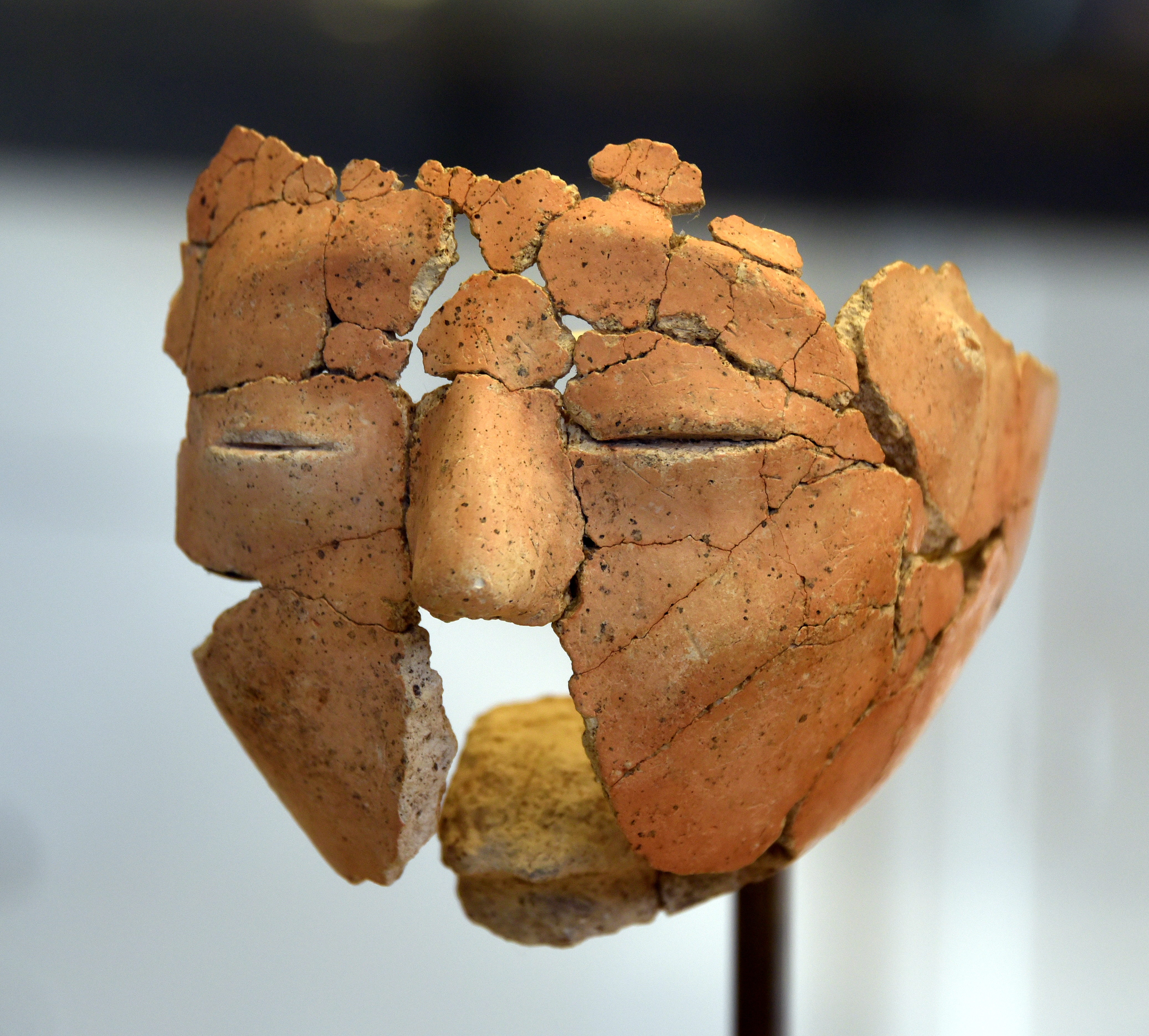
قطعة من جمجة بشرية
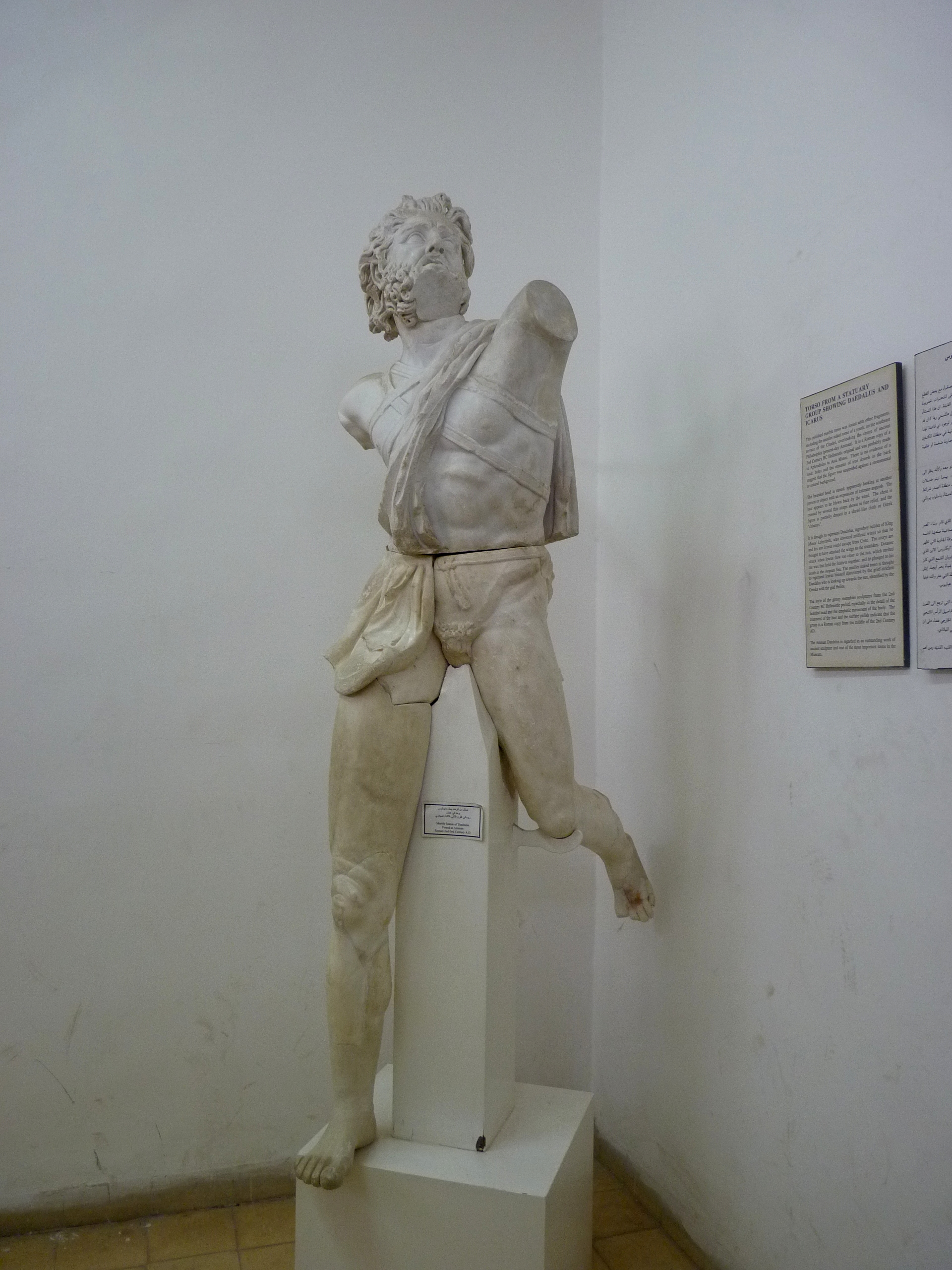
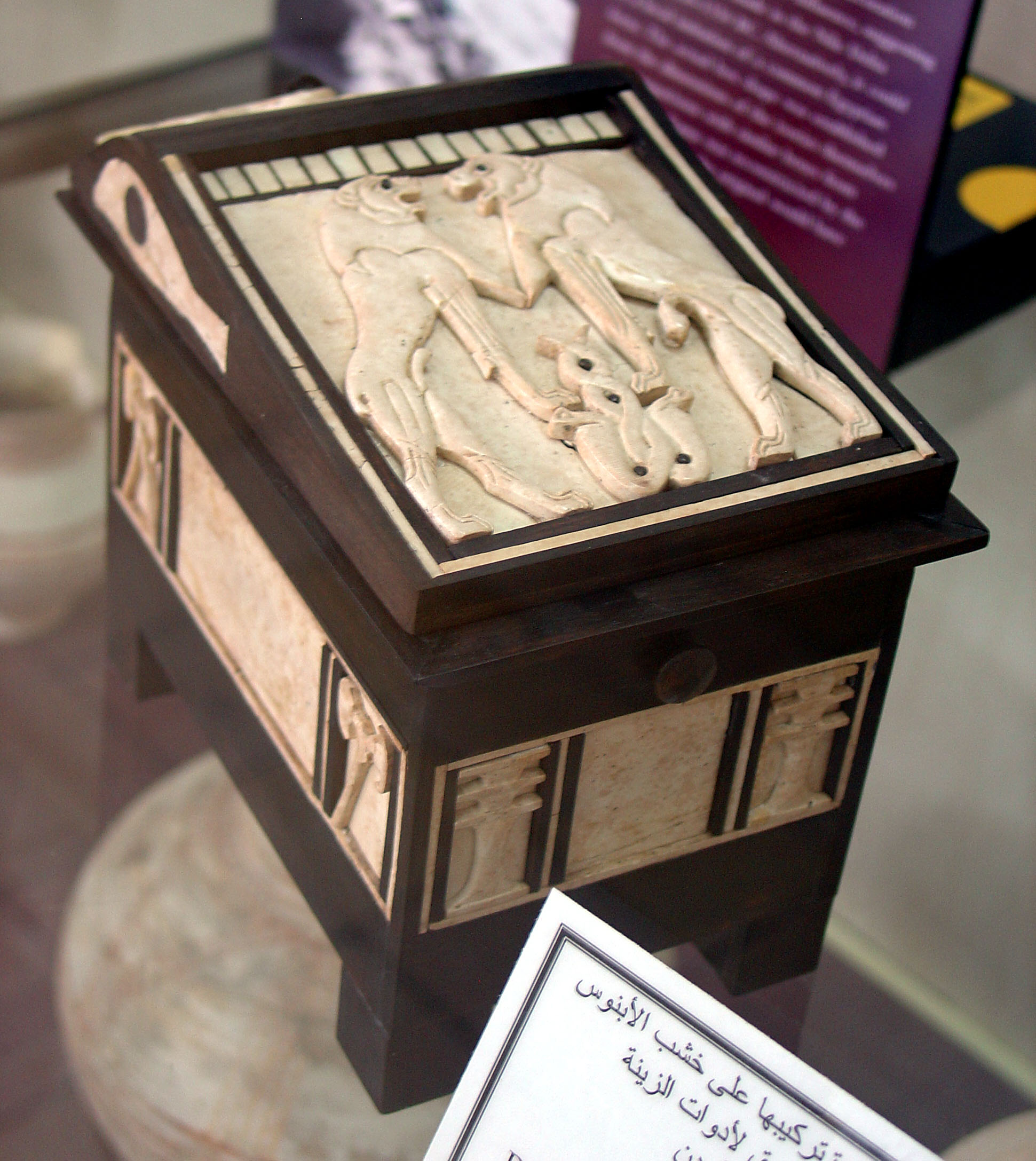
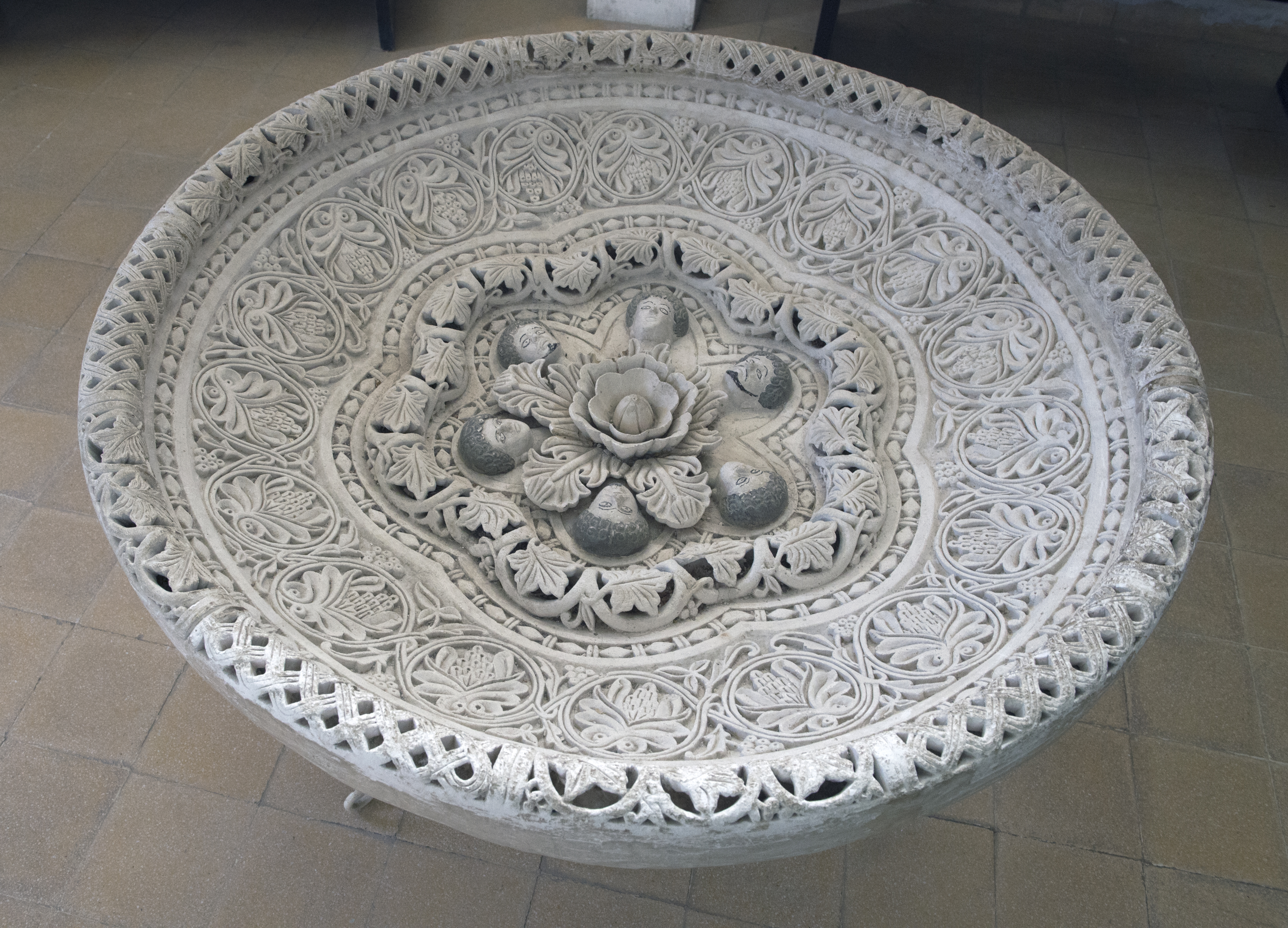
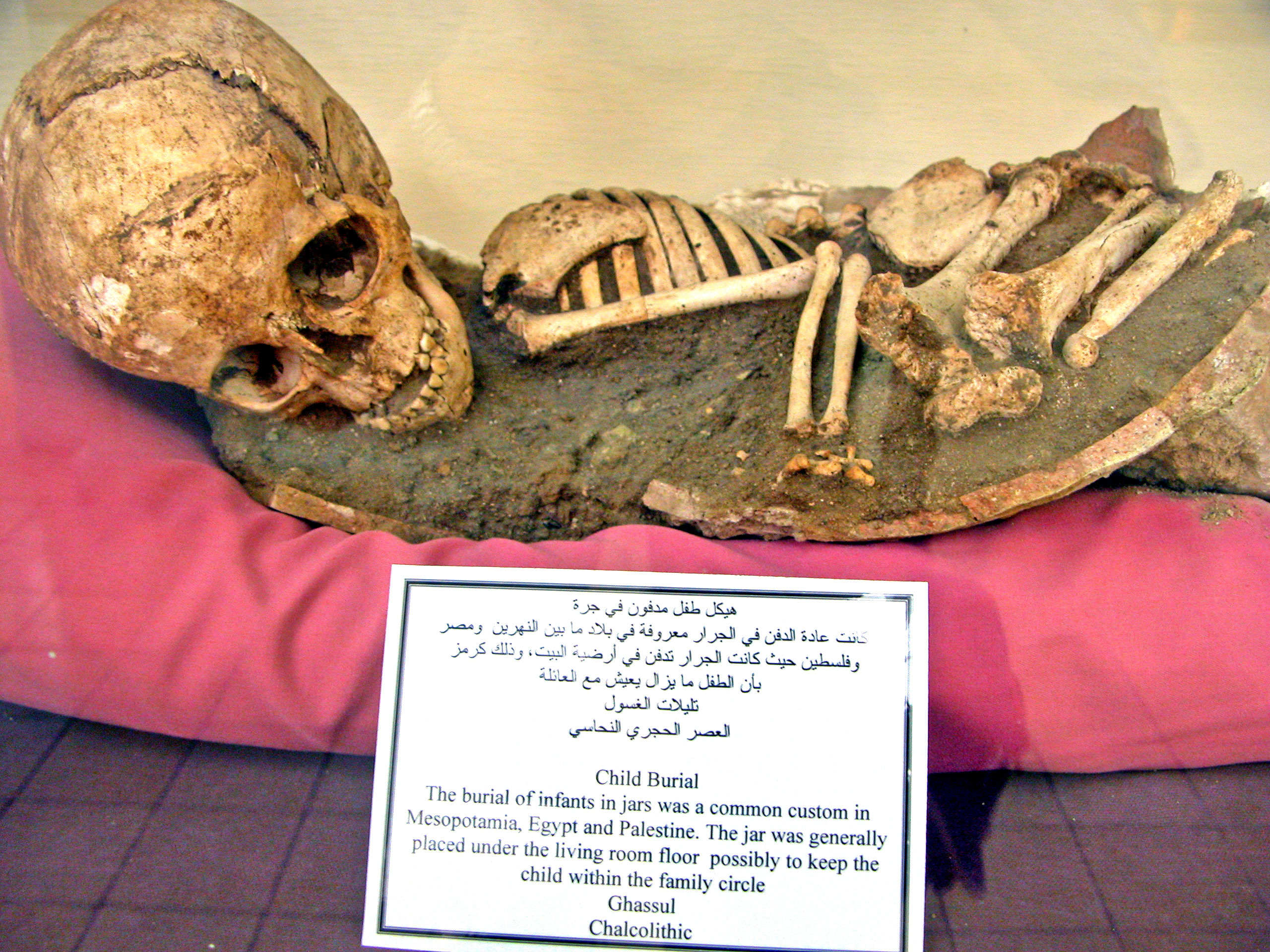
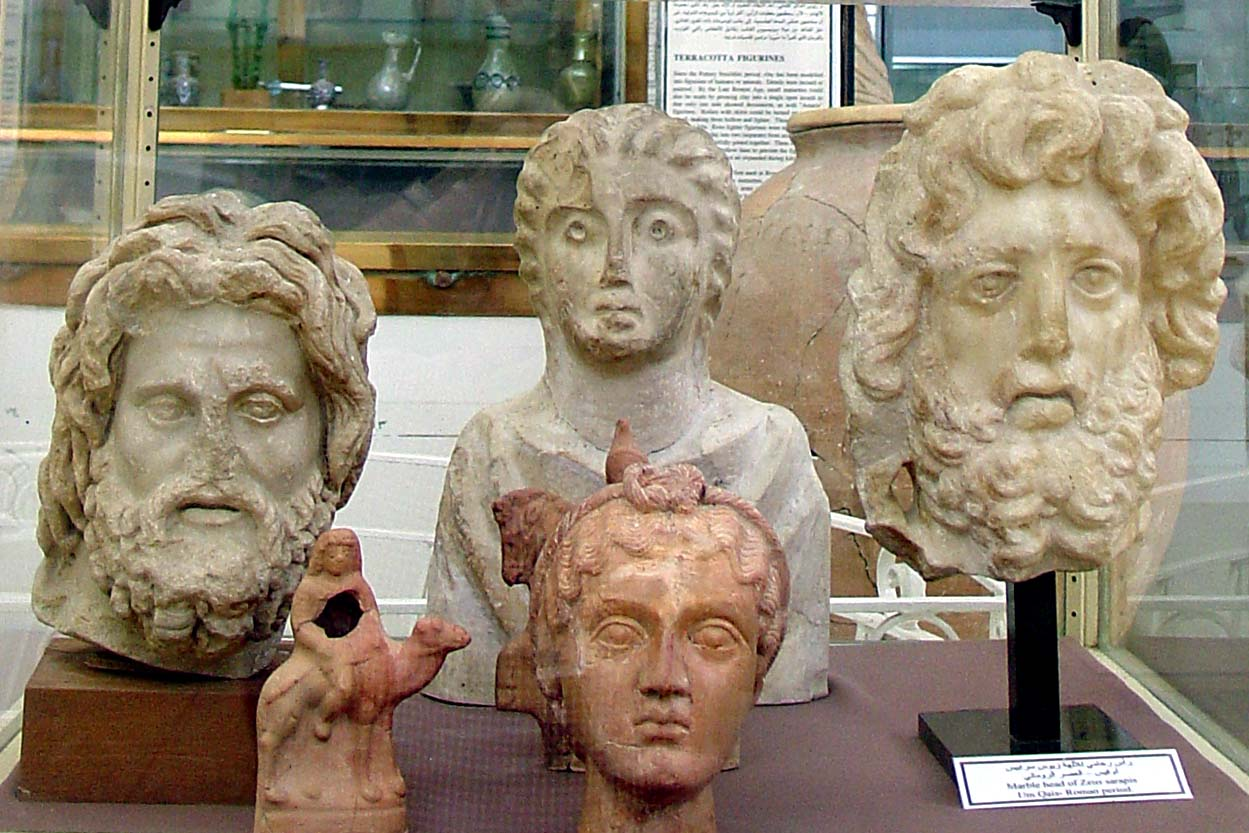
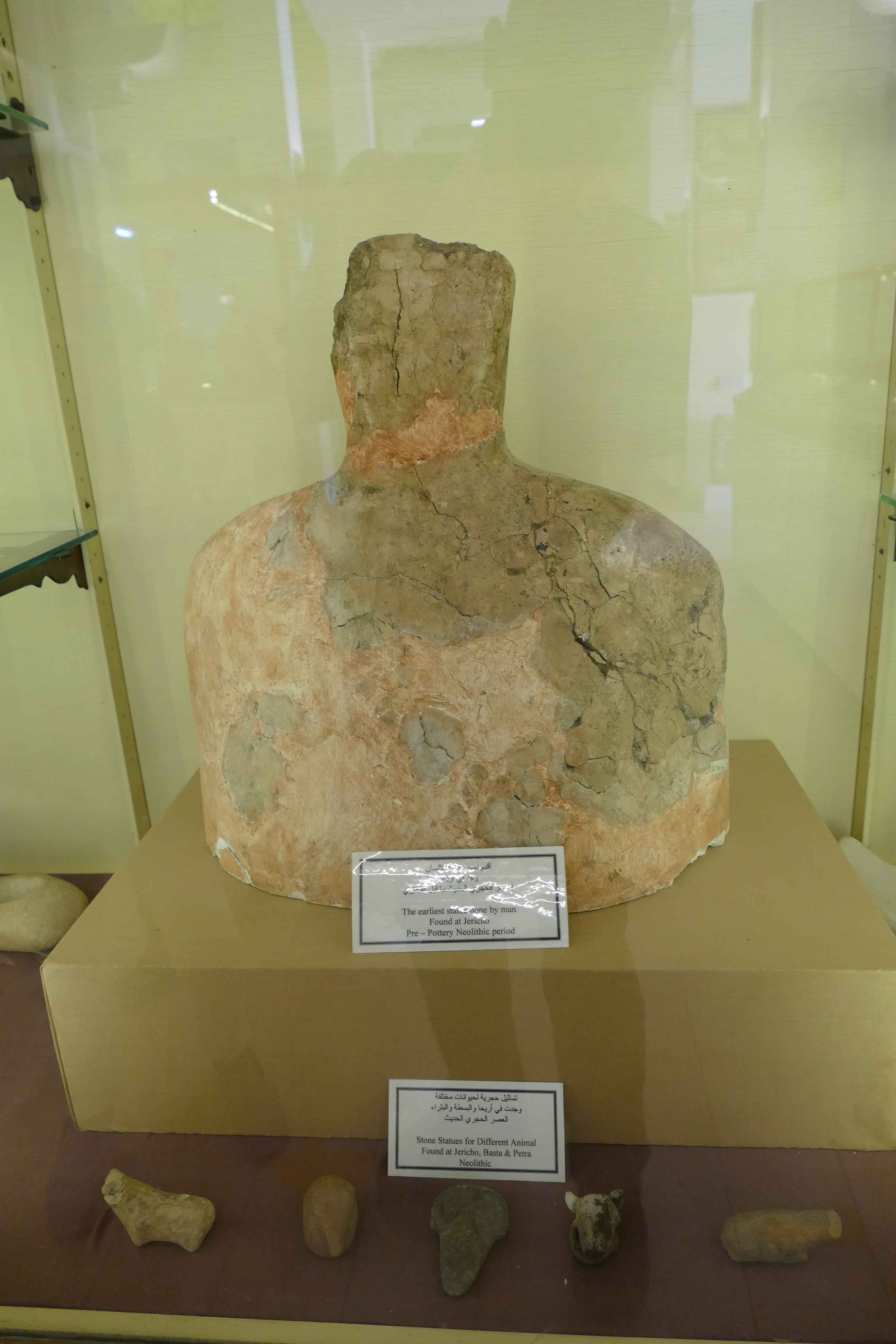
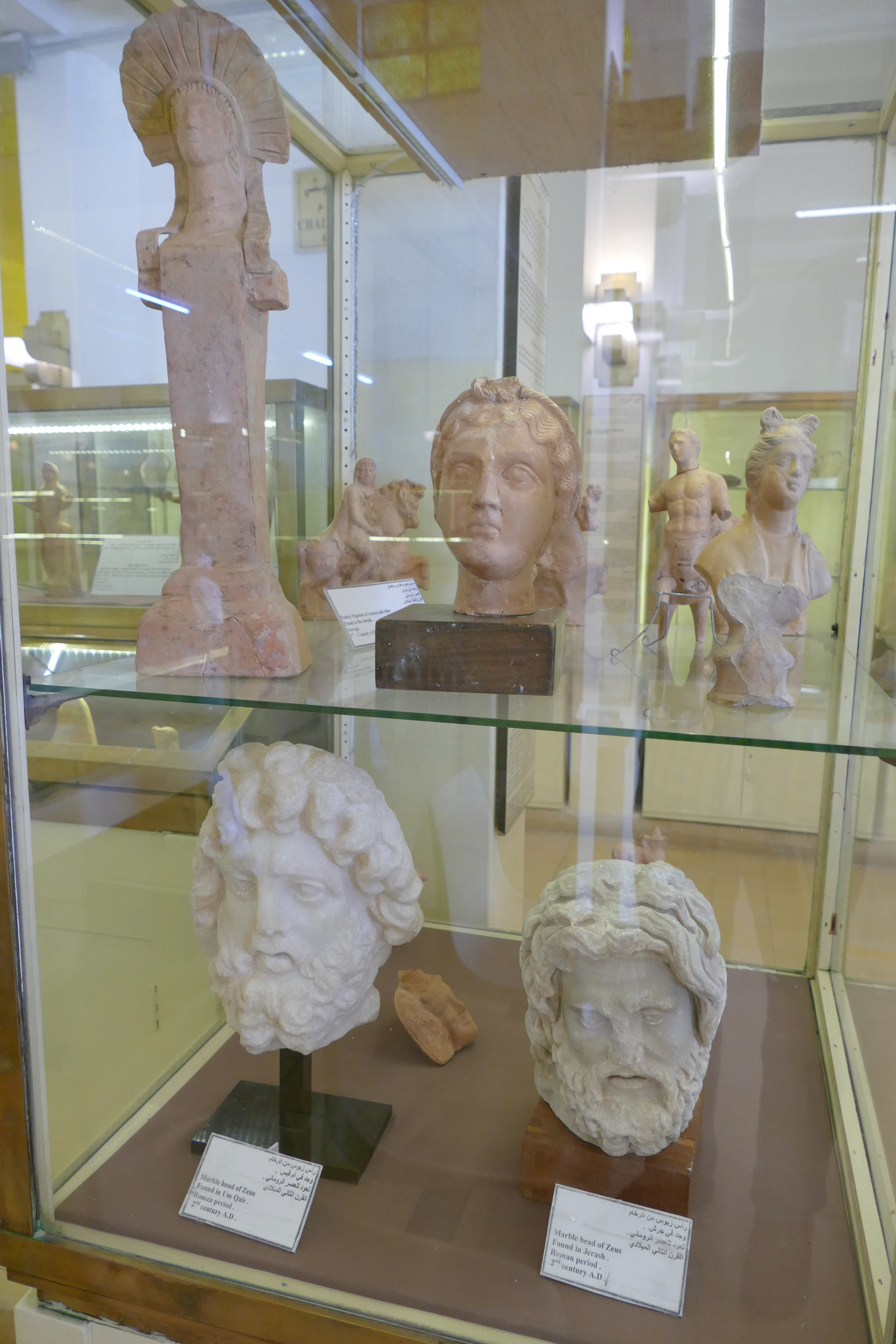
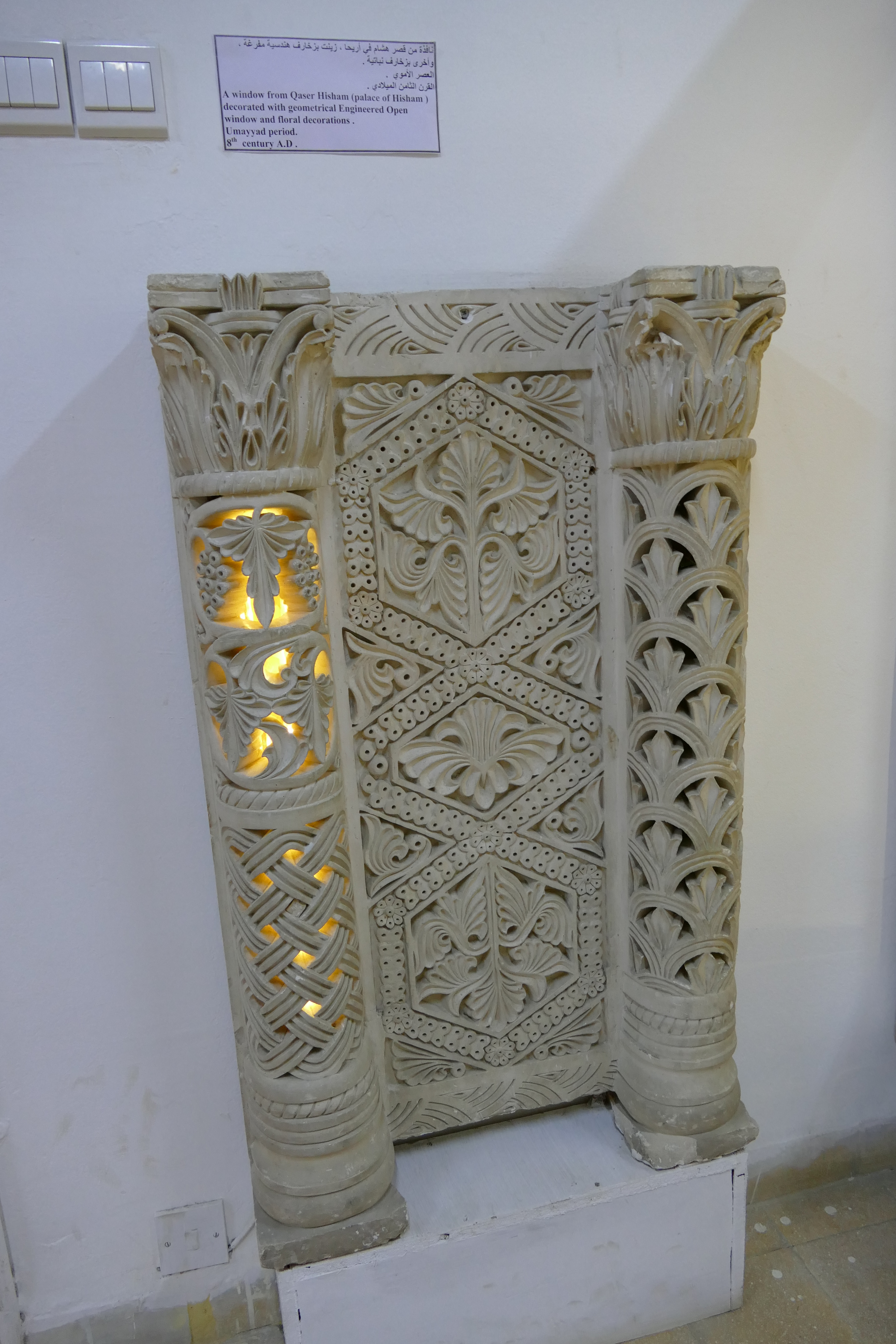
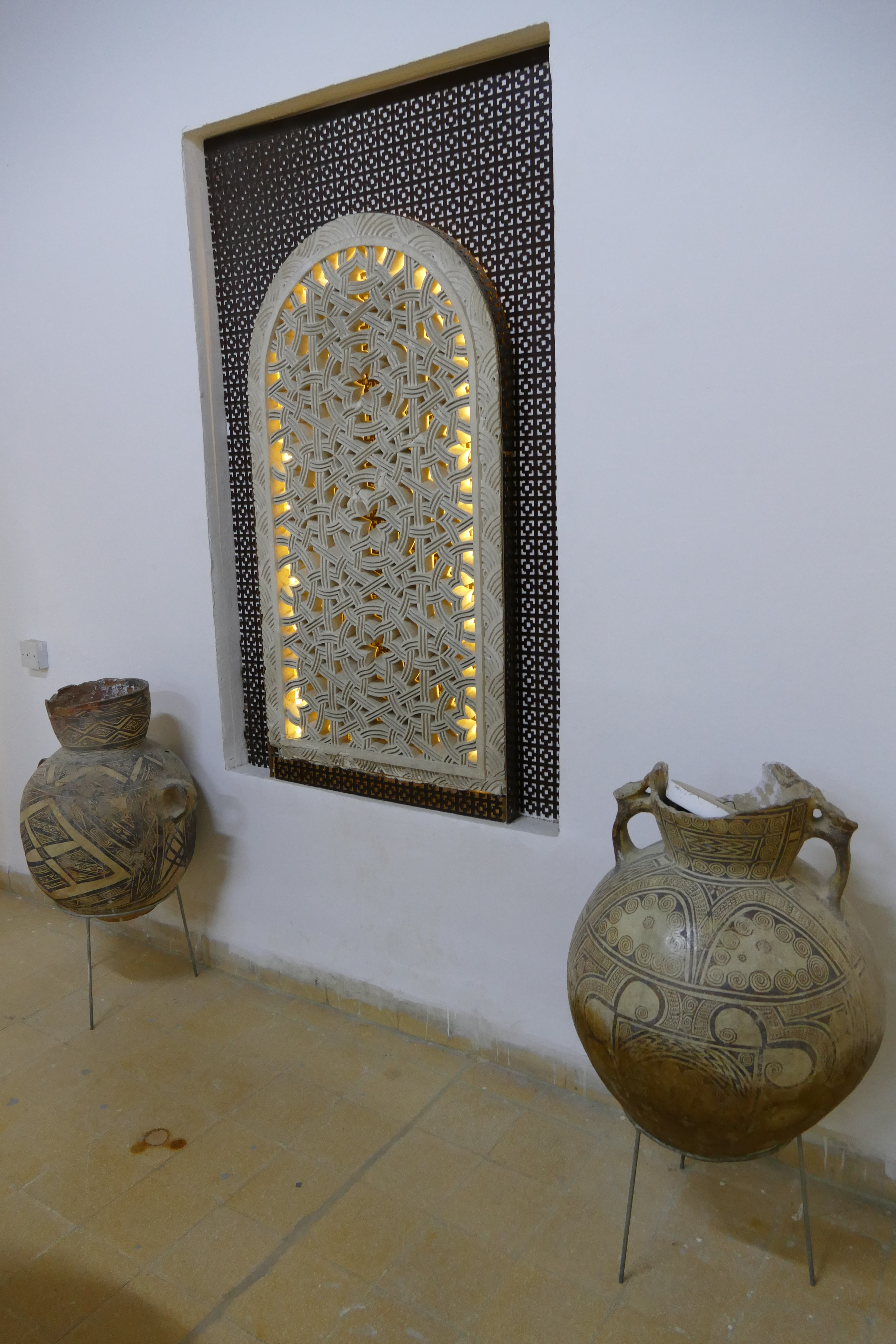
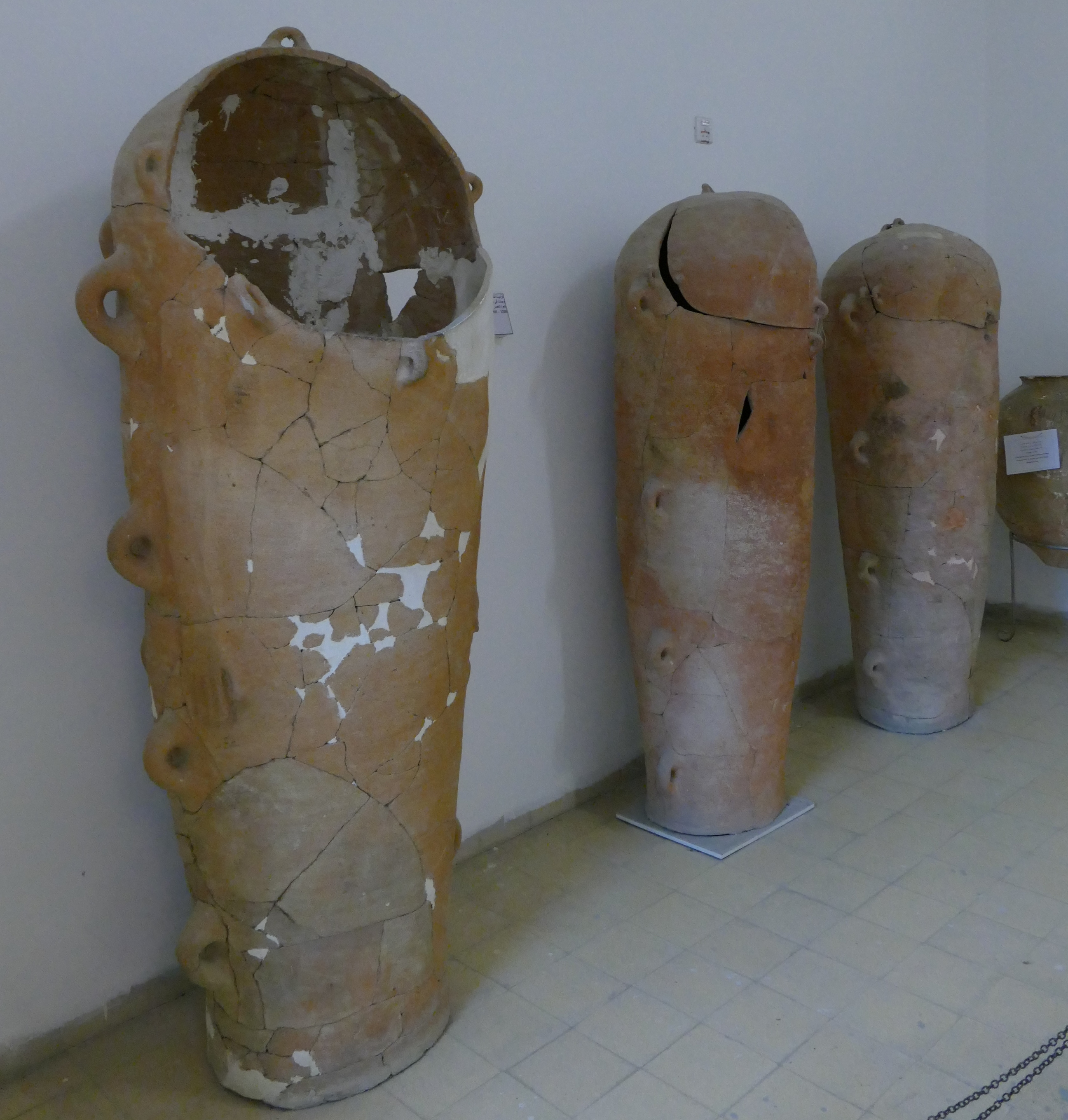
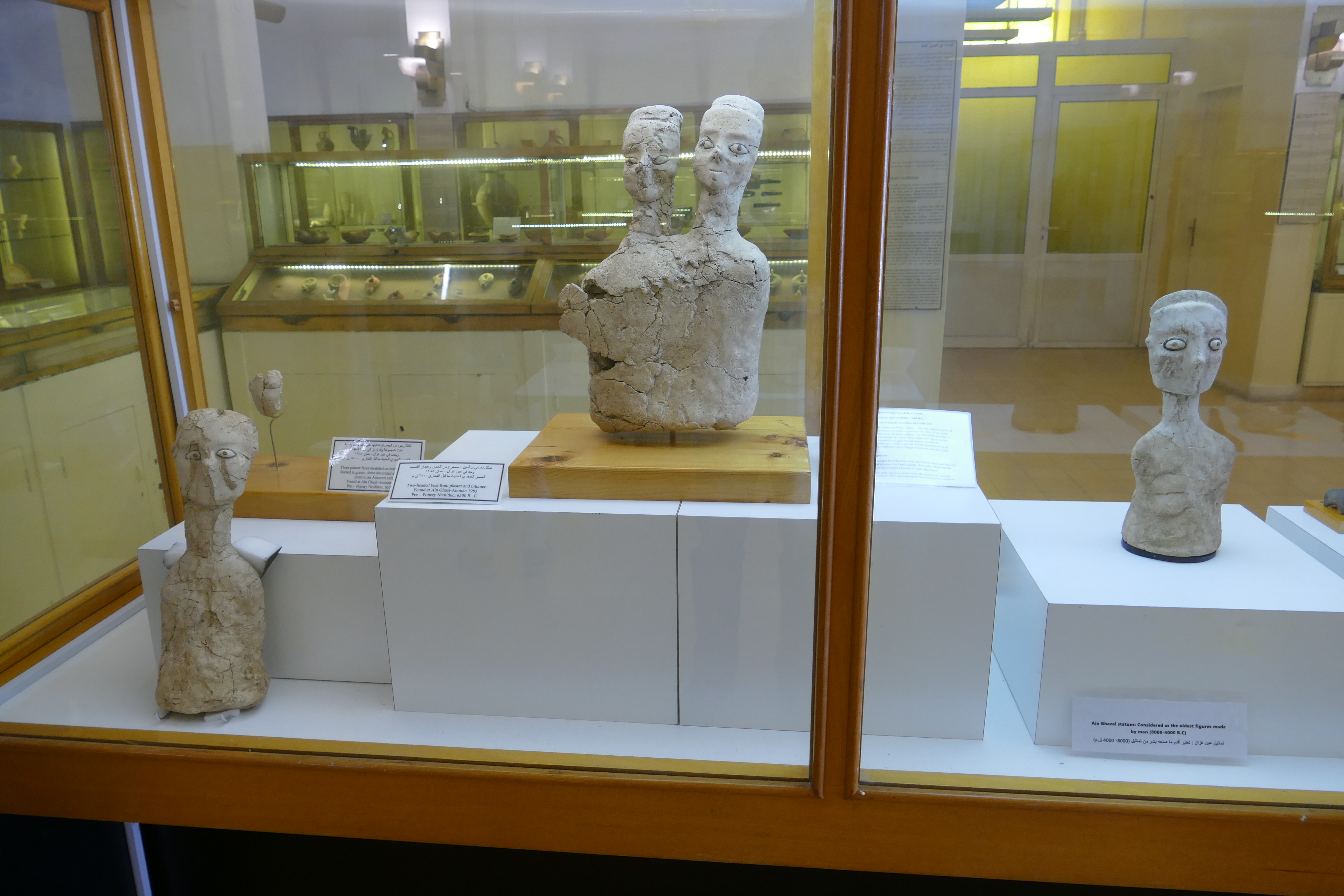
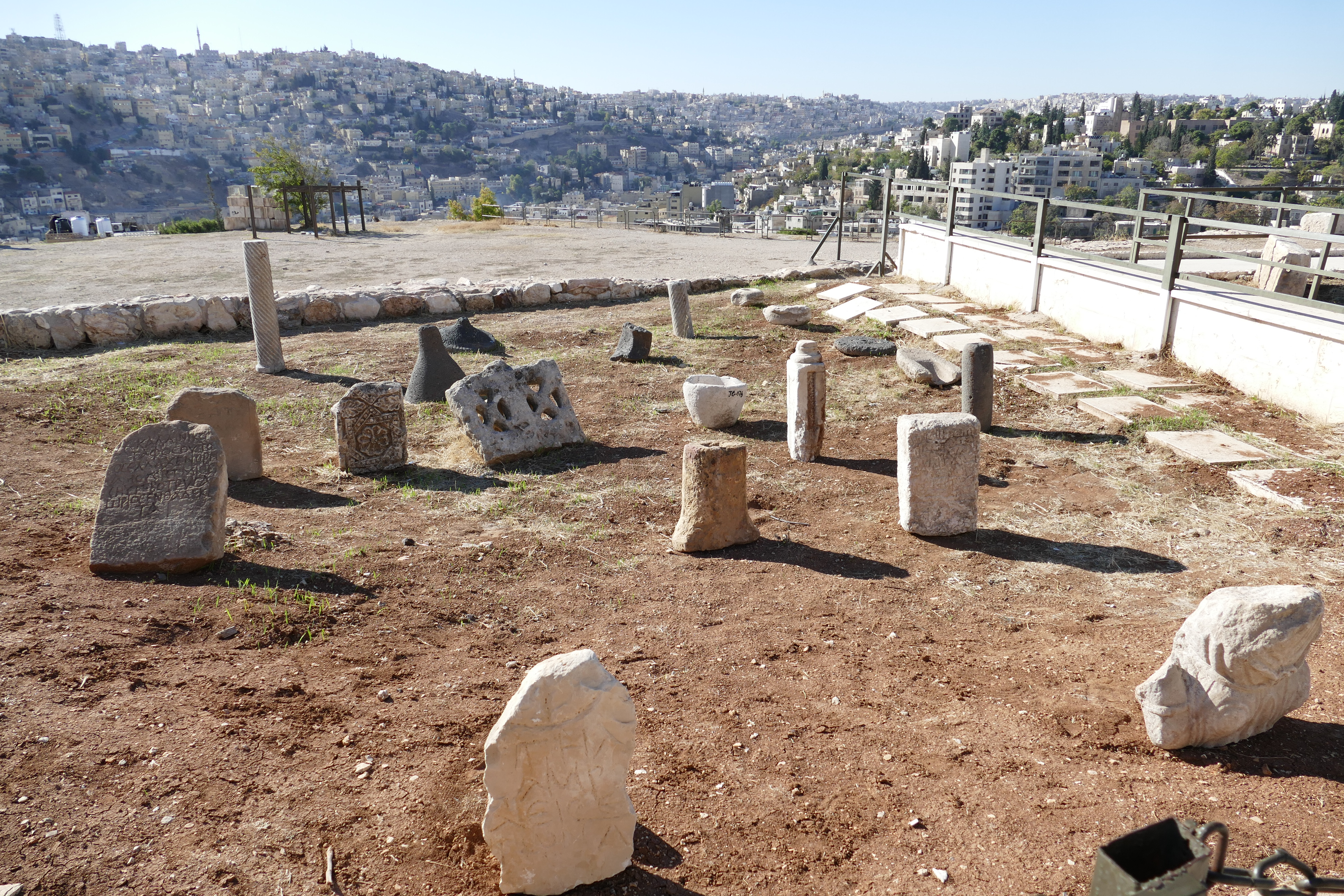
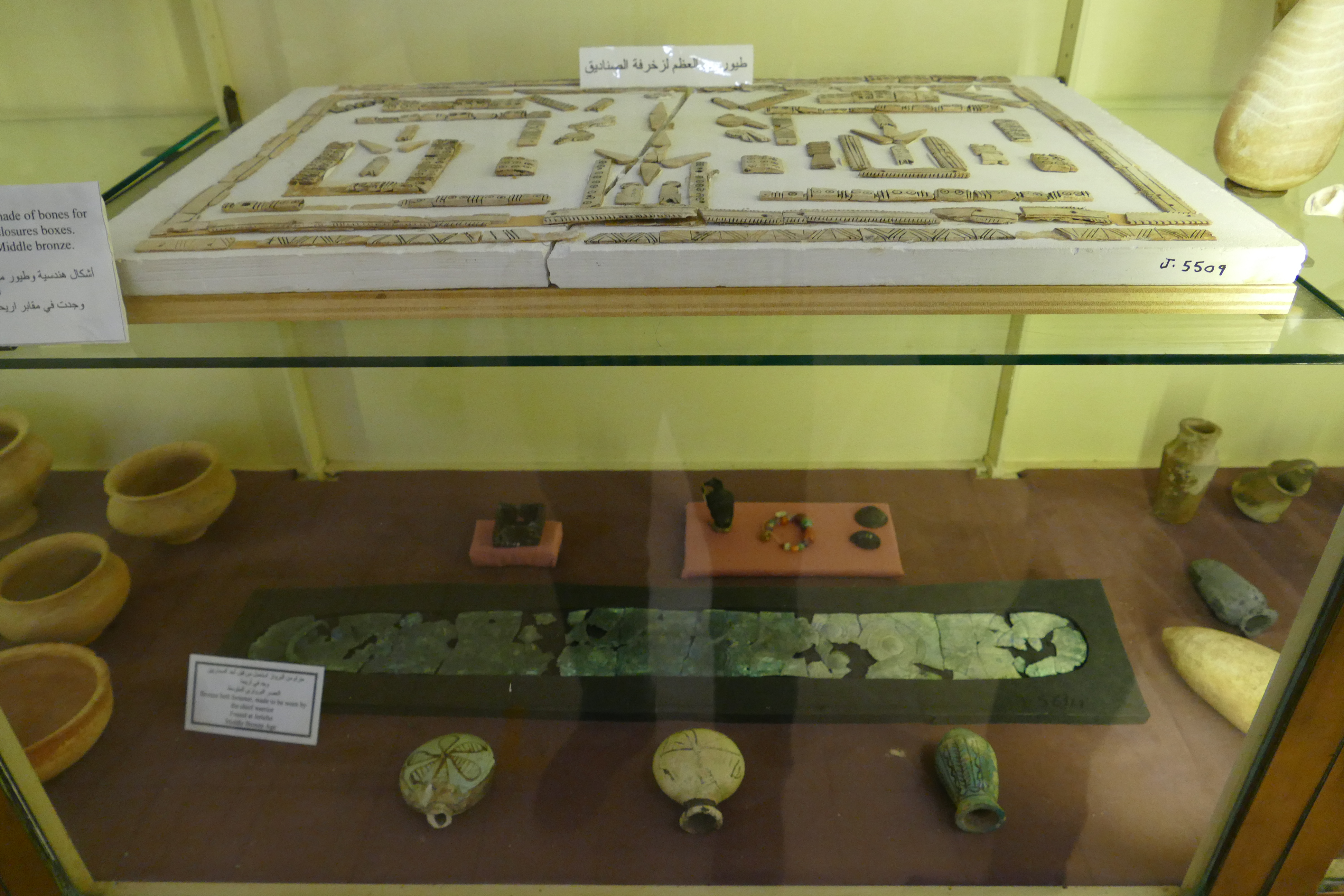
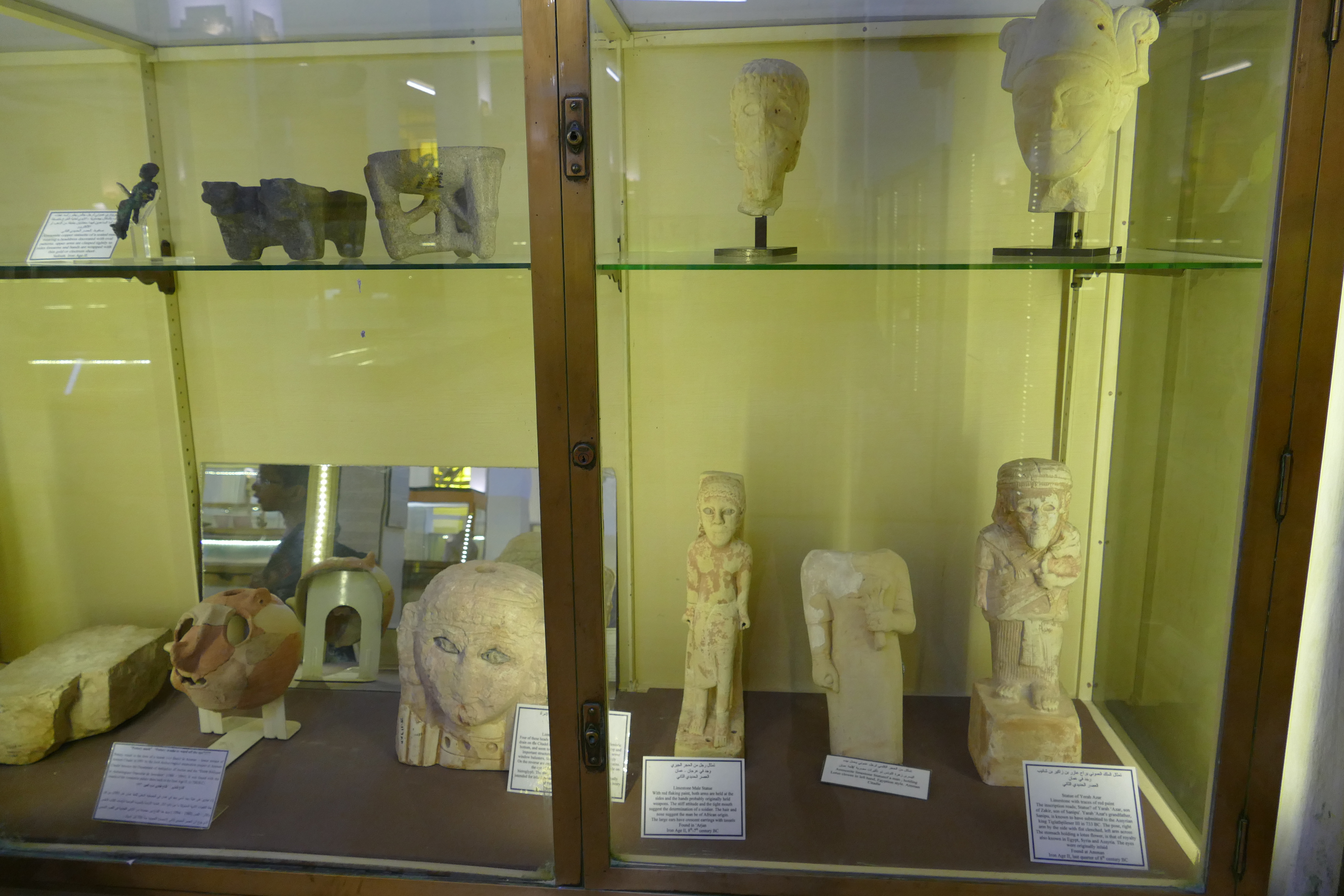
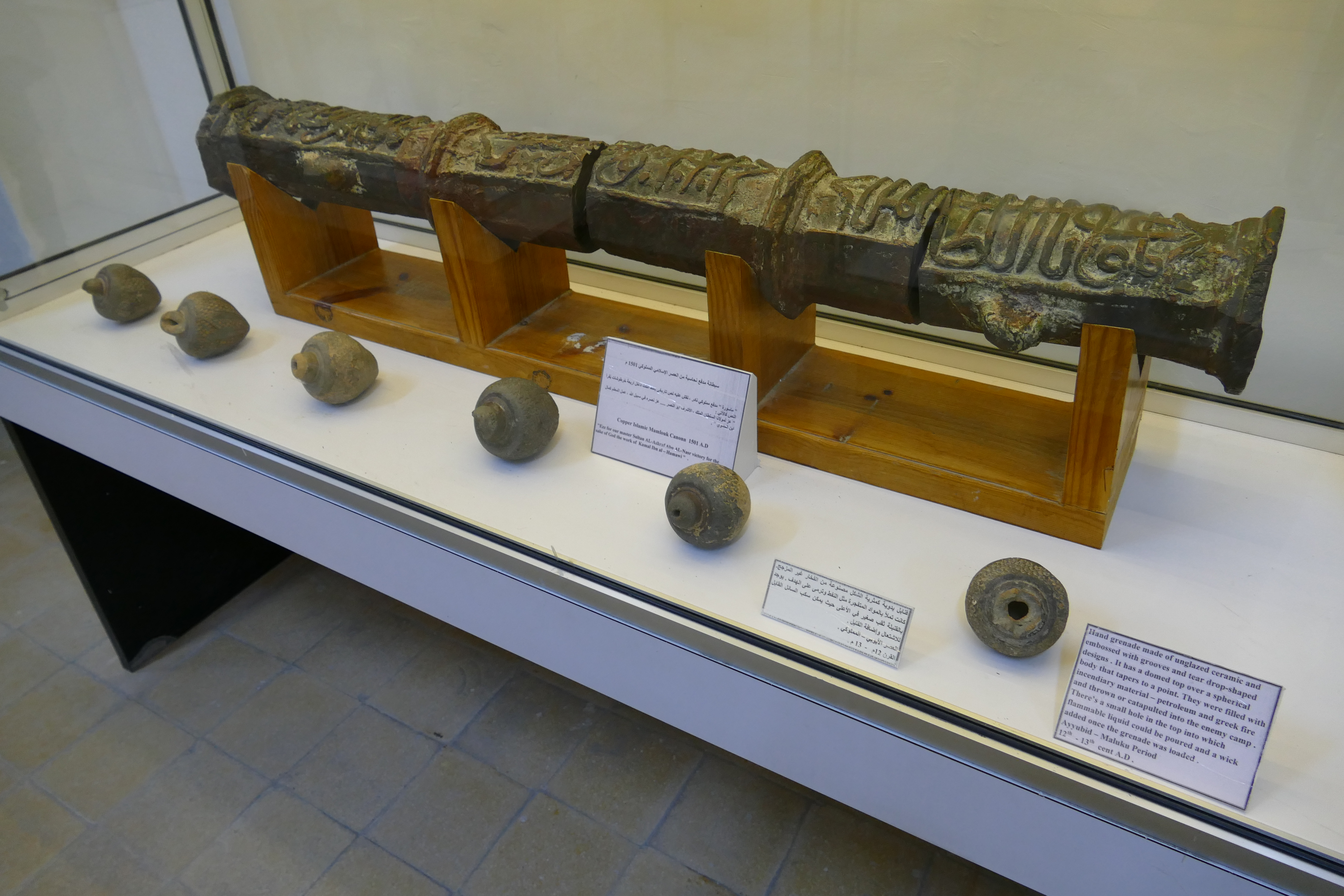
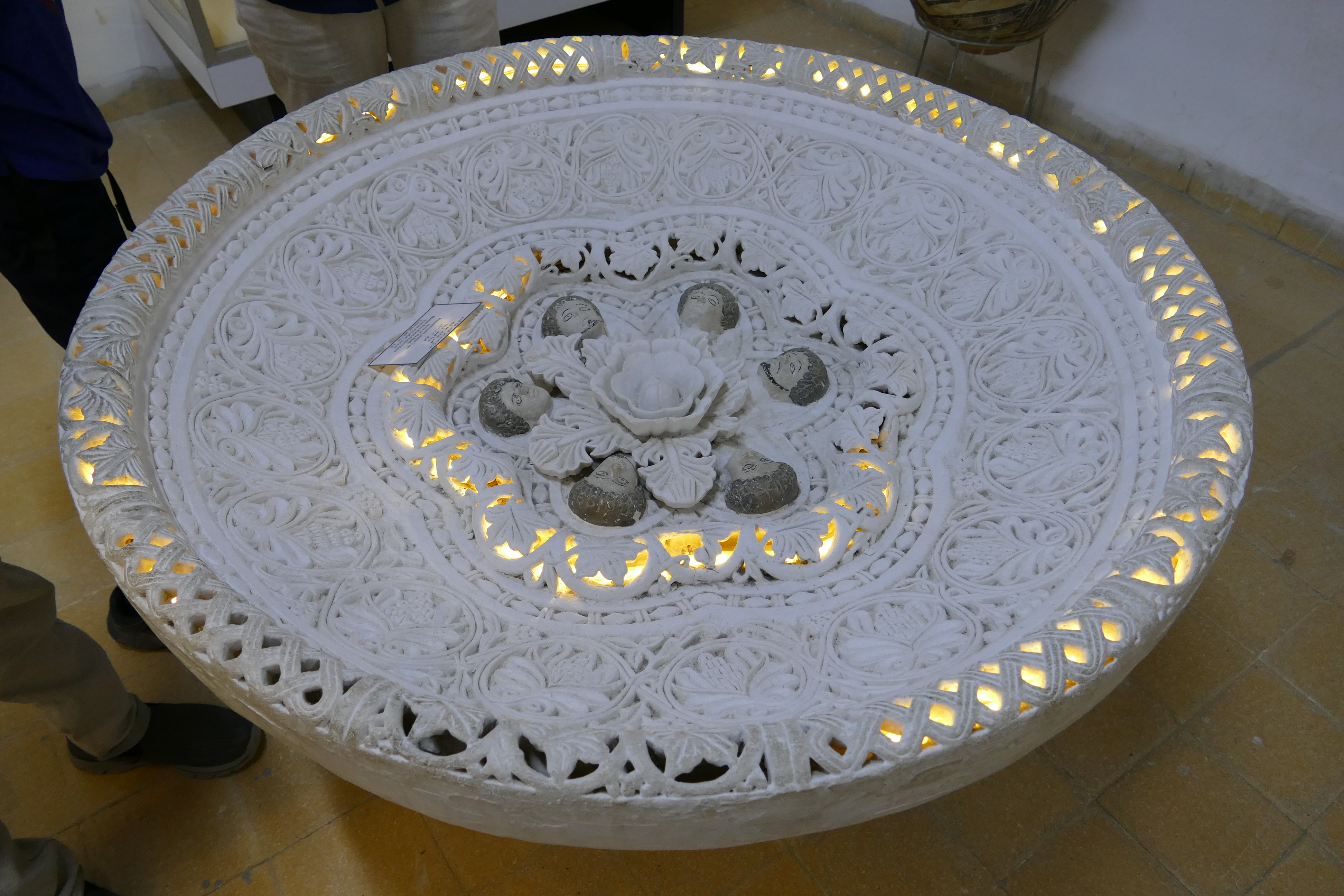
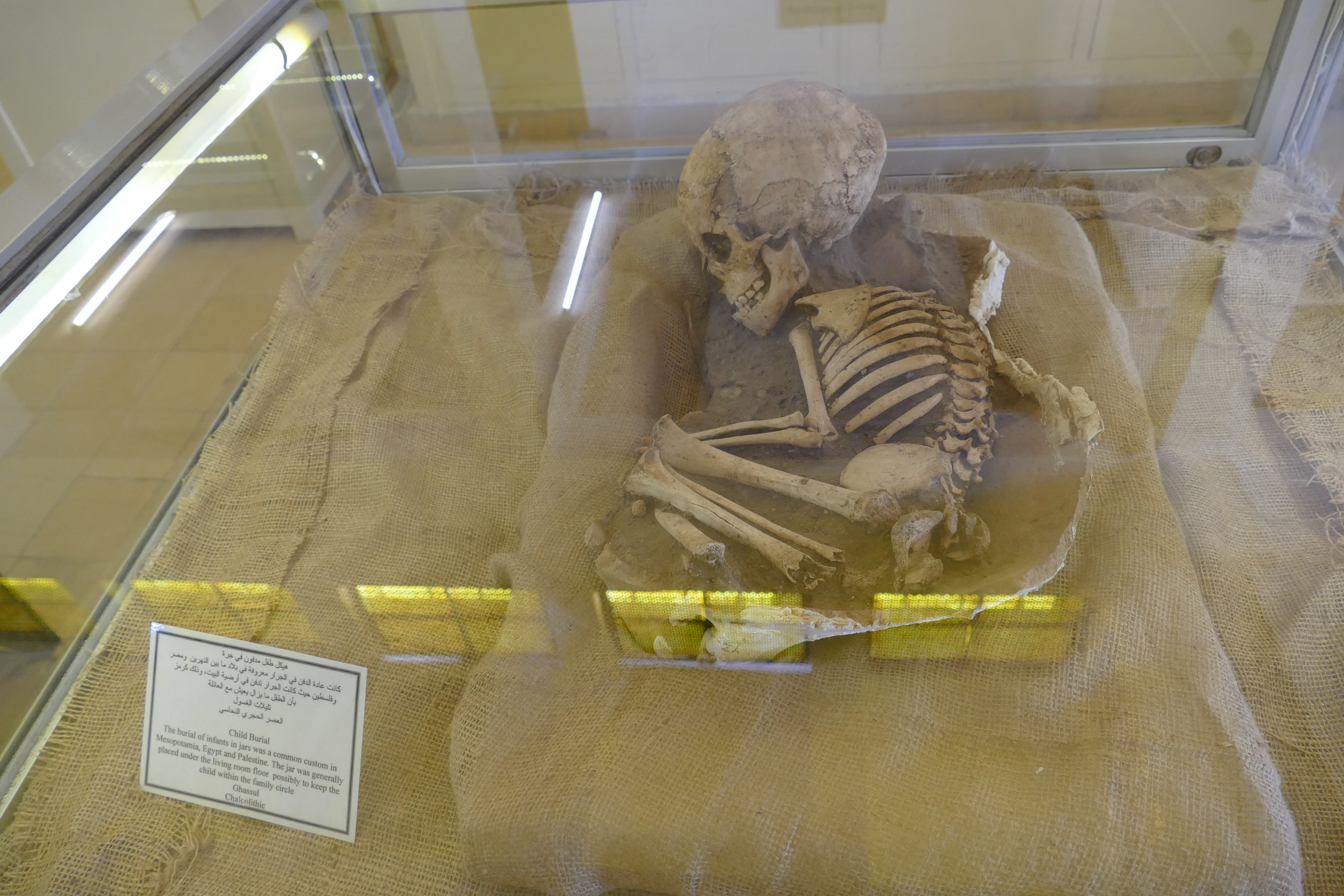